# IC 1234
IC 1234 је појединачна звијезда у сазвјежђу Змај која се налази на листи објеката дубоког неба у Индекс каталогу.
Деклинација објекта је + 56° 52' 42" а ректасцензија 16h 52m 50,6s.